# Riocabado
Riocabado es una localidad y municipio de España, en la provincia de Ávila, comunidad autónoma de Castilla y León. Tiene una entidad menor, Pascualcobo.

## Símbolos
El escudo y bandera municipales fueron aprobados oficialmente el 13 de febrero de 2003 y sus descripciones son las siguientes:

«Escudo heráldico: De plata, oveja de gules, surmontadora a la diestra de encina y a la siniestra de pino, ambos arrancado y de sinople, en punta ondas de azur y plata. Vestido de gules con las cifras 12 a la diestra y 50 a la siniestra, ambas de plata. Al timbre Corona Real cerrada.»
Boletín Oficial de Castilla y León nº40 de 27 de febrero de 2003

«Bandera Municipal:Bandera rectangular de proporciones 2:3; formada por un triángulo que tiene sus vértices en los puntos superiores del asta y del batiente y en el punto medio de la parte inferior, siendo blanco, con tres franjas en horizontal ondadas y azules de 1/10 del ancho de la bandera, siendo los triángulos del asta y del batiente rojos.»
Boletín Oficial de Castilla y León nº40 de 27 de febrero de 2003

## Geografía
La localidad se encuentra situada a una altitud de 906 m s. n. m.
| Noroeste: Papatrigo                | Norte: Cabizuela  | Noreste: El Oso       |
| Oeste: San Juan de la Encinilla    |                   | Este: El Oso          |
| Suroeste: San Juan de la Encinilla | Sur: Las Berlanas | Sureste: Las Berlanas |

## Demografía
Riocabado cuenta con una población de 125 habitantes (INE 2024).
| Gráfica de evolución demográfica de Riocabado entre 1842 y 2021                                                       |
| |
| Población de derecho según los censos de población del INE. Población de hecho según los censos de población del INE. |